# Santa Eulàlia la Vella de Serradell
Santa Eulàlia la Vella de Serradell, o Santa Olària és una capella romànica del poble de Serradell, pertanyent al municipi de Conca de Dalt, al Pallars Jussà. Fins al 1969 formava part del terme municipal de Toralla i Serradell.
Aquesta església és a ponent del poble de Serradell, al vessant sud-est del Serrat de Santa Eulàlia, a quasi 1,5 quilòmetres del poble. És a 1078,4 m d'altitud, en un lloc no gaire fàcil de trobar. La referència pot ser una torre d'alta tensió propera a les ruïnes.
Era un edifici petit, d'una sola nau amb absis a llevant. Només se'n conserven unes filades de pedres que, tanmateix, permeten de veure una obra romànica d'aparell senzill però ben arrenglerat. En queden molt poques restes dempeus.